# Bâtiment de la garde principale à Sremska Mitrovica
Le bâtiment de la garde principale à Sremska Mitrovica (en serbe cyrillique : Зграда Главне страже у Сремској Митровици ; en serbe latin : Zgrada Glavne straže u Sremskoj Mitrovici) est situé à Sremska Mitrovica, dans la province de Voïvodine, en Serbie. Il est inscrit sur la liste des monuments culturels de grande importance de la république de Serbie (identifiant no SK 1331).

## Présentation

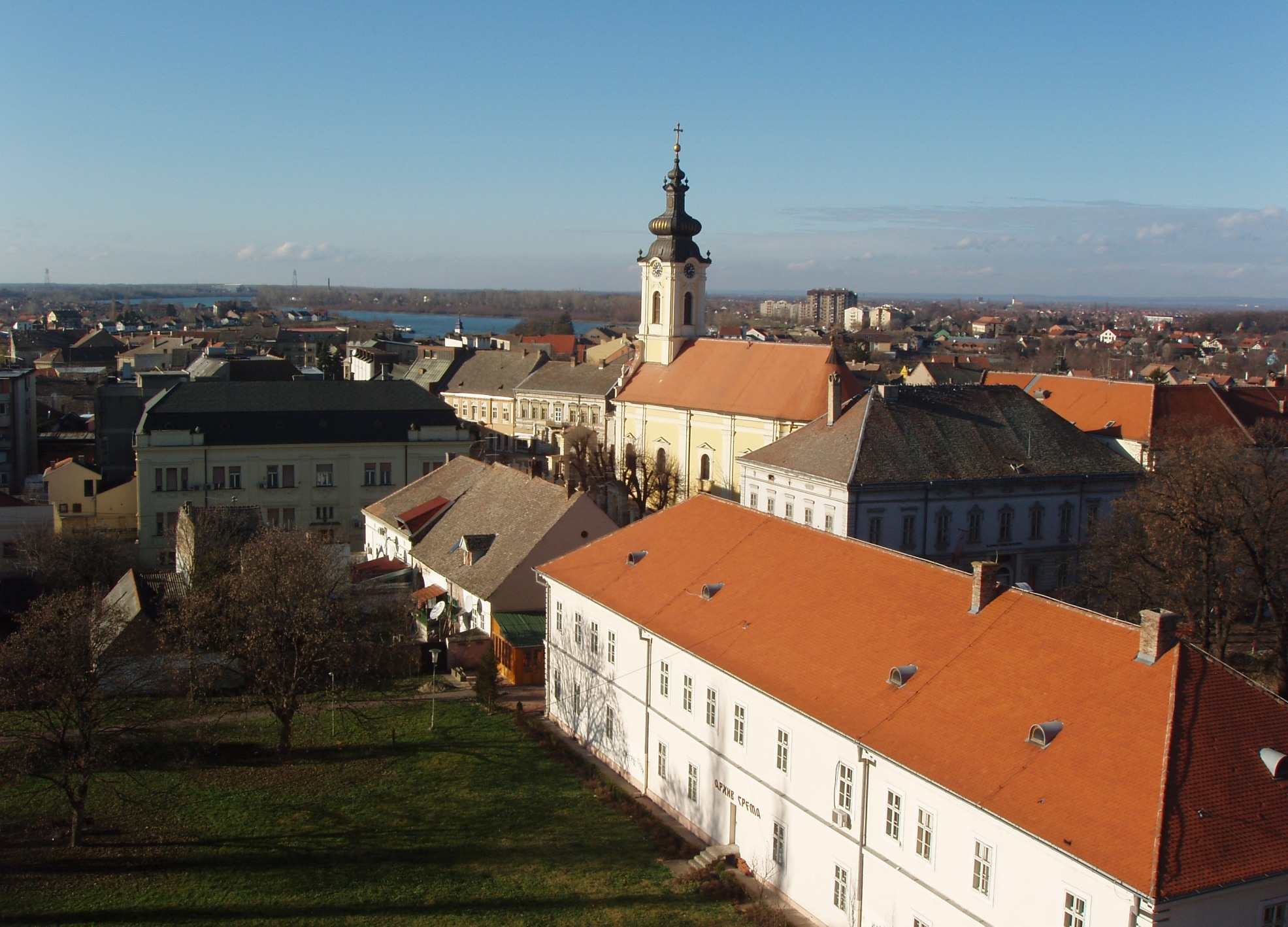
Vue du bâtiment dans son contexte urbain (1er plan à droite).

Le bâtiment se trouve dans le Gradski park (le « parc municipal »), 4 rue Vuka Karadžića ; avec le bâtiment du tribunal de district, il forme un ensemble urbanistique typique de la période de la frontière militaire, au moment où Sremska Mitrovica est devenue le siège du Neuvième régiment de la frontière de Petrovaradin.
L'édifice a été construit dans la seconde moitié du XVIIIe siècle. Après l'abolition de la frontière en 1881, il a été affecté à des fonctions civiles et est devenu une poste. Pour mieux répondre aux besoins de cette nouvelle affectation, les fenêtres ont été agrandies, l'étage a été surélevé et de nouveaux éléments décoratifs sont venus embellir la façade comme des frontons ou des guirlandes ; en revanche, le style architectural de la frontière a été globalement préservé.
Aujourd'hui, le bâtiment abrite les archives historiques de Syrmie ; ces archives, dont le siège est à Sremska Mitrovica, ont été créées en 1946 et, en plus du territoire de la ville de Sremska Mitrovica, elles administrent six municipalités du district de Syrmie : Stara Pazova, Inđija, Irig, Šid, Ruma et Pećinci.

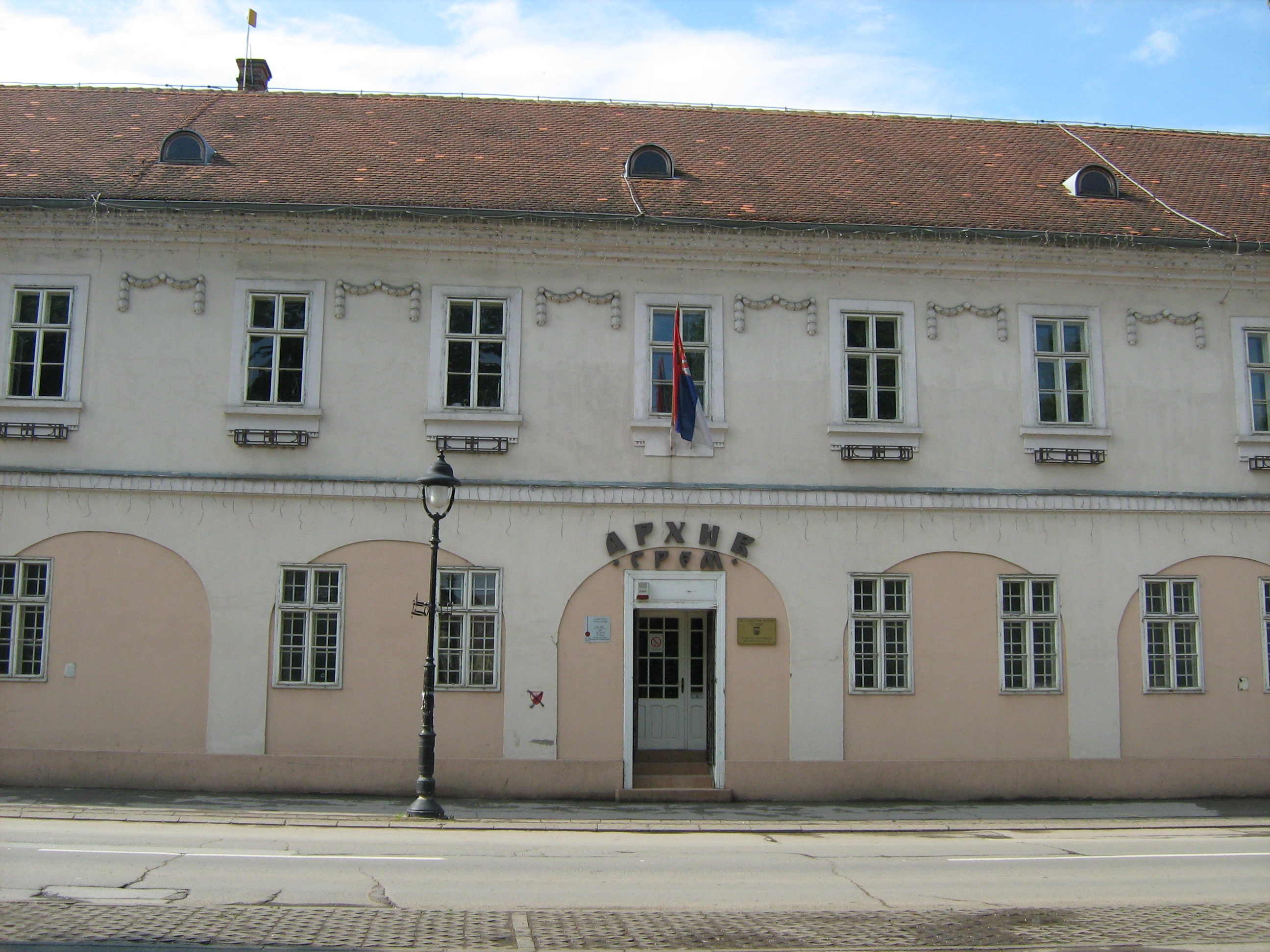
Détail de la façade principale.